# Портария
Портария (на гръцки: Πορταριά) е село в Егейска Македония, Гърция, в дем Неа Пропонтида, административна област Централна Македония. Портария има население от 1405 души (2001).

## География
Портария е разположено в югозападния край на Халкидическия полуостров, срещу входа на полуостров Касандра.

## История
В XIX век Портария е село в каза Касандра на Османската империя. Църквата „Успение Богородично“ е отпреди Гръцкото въстание от 1821 година, а „Свети Атанасий Атонски“ – от 1860 година, посветена на Свети Атанасий Атонски, покровител на Портария. В негова чест всяка година от 1 до 3 май в Портария се организират халкидическите спортни игри Агиотанасия. Александър Синве („Les Grecs de l’Empire Ottoman. Etude Statistique et Ethnographique“) в 1878 година пише, че в Портария (Portaria), Касандрийска епархия, живеят 360 гърци. Към 1900 година според статистиката на Васил Кънчов („Македония. Етнография и статистика“) в Портария живеят 250 жители гърци християни. По данни на секретаря на Българската екзархия Димитър Мишев („La Macédoine et sa Population Chrétienne“) в 1905 година в Портария (Portaria) има 405 гърци.
В 1912 година, по време на Балканската война, в Портария влизат гръцки части и след Междусъюзническата война в 1913 година остава в Гърция.

## Личности
Родени в Портария
- Ангелос Дзекис (1951 – 2011), гръцки политик